# Фуэнтес, Хайме Рафаэль
Хайме Рафаэль Фуэнтес Мартин (исп. Jaime Rafael Fuentes Martín; 2 марта 1945, Монтевидео) — уругвайский римско-католический религиозный деятель, епископ Минаса (16.10.2010 — 02.03.2020). Доктор богословия.

## Биография
До 1967 года изучал журналистику в Наваррском университете в испанском городе Памплона. Затем, философию и теологию в Studium Generale del Opus Dei в Испании и в Римском колледже Святого Креста в Риме.
5 августа 1973 года был рукоположён в священники Опус Деи в Мадриде. В том же году защитил докторскую диссертацию по богословию, защитив диссертацию на тему «Церковь и её реформа в свете идей святой Екатерины Сиенской». В 1974 году вернулся в Уругвай.
С 1984 по 1992 год служил викарием прелатуры Опус Деи в Уругвае. С 1988 по 2007 год — профессор богословия и капеллан Университета Монтевидео. Преподавал курсы мариологии и сакрального порядка на богословском факультете Уругвая (1998, 2009—2010).
Был членом Комитета по доктрине веры Архиепархии Монтевидео и Епископальной конференции Уругвая. Член-корреспондент Папской Международной Марианской Академии. В рамках Уругвайской епископальной конференции (CEU) отвечал за Национальную комиссию по семейному и жизненному пастырству. Он был назначен CEU для участия в очередной XIV Генеральной ассамблее Синода епископов, состоявшейся в октябре 2015 года. Также в Уругвайской епископальной конференции отвечал за комиссии по культуре и диалогу с неверующими, а также за экуменизм и межрелигиозный диалог.
16 октября 2010 года папа Бенедикт XVI назначил его епископом Минаса.
2 марта 2020 года по причине возраста вышел на пенсию.